# الدامات (الحيمة الداخلية)

تعديل مصدري - تعديل

الدامات هي إحدى قرى عزلة الحدب بمديرية الحيمة الداخلية التابعة لمحافظة صنعاء، بلغ تعداد سكانها 404 نسمة حسب تعداد اليمن لعام 2004.